# Гельперин, Борух-Беньямин Бевезович
Борух-Биньямин (Беньямин, Вениамин) Бевезович Гельпе́рин (1905—1993) — советский учёный, конструктор и педагог.

## Биография
Родился 9 июля 1905 года. Окончил ГЭМИКШ (1928).
В 1928—1946 работал на Московском трансформаторном заводе (МТЗ): инженер, начальник бюро новой техники, зам. начальника ТО ОГК (отдела главного конструктора), начальник ЦЗЛ (центральной заводской лаборатории).
С августа 1946 по 1969 год главный конструктор СКБ.
В 1970—1988 профессор МИСиС. Кандидат (1937), доктор технических наук (1966).
Умер 19 августа 1993 года. Похоронен в Москве на Востряковском кладбище.
Жена — Ширман Анна Григорьевна (26.1.1907—23.01.1983).

## Награды и премии
- Сталинская премия третьей степени (1946) — за создание высоковольтных грозоупорных трансформаторов